# RT
RT, претходно звана Russia Today (рус. Россия сегодня — Русија данас) је међународна и вишејезичка телевизијска мрежа, односно корпорација са сједиштем у Руској Федерацији. Мрежа емитује програм на енглеском језику пуна 24 часа без престанка у 100 различитих држава на пет континената.

## Назив
Раша тудеј је на енглеском говорном подручју позната као Russia Today што је уједно и назив телевизијске станице која у оквиру мреже емитује програм на енглеском говорном подручју.

## Програми
Корпорација поред матичних студија у Москви посједује дописништва и локалне студије у Вашингтону, Мајамију, Лос Анђелесу, Лондону, Паризу, Делхију и Тел Авиву.
Програми:
- , програм на енглеском језику
- , програм намијењен подручју Сједињених Америчких Држава
- , програм намијењен арапском говорном подручју
- , програм намијењен шпанском говорном подручју
- , јуна 2011. покренут је цјелодневни документарни канал

## Историја
Мрежа је почела са емитовањем на енглеском језику 10. децембра 2005. године са намјером да међународној сцени представи руске ставове о дешавањима у свијету, као и да представи Русију путем властитих медија. Корпорација је по оснивању запослила 100 ТВ водитеља којима је енглески језик матерњи. Британски BSkyB je 2006. године почео да преноси РТ у Великој Британији. Исте године РТ лансира свој Јутуб канал у јуну и до новембра 2007. канал доспијева на листу TOP 100 Јутуб листу најбољих канала. У августу 2007. РТ извјештава уживо са Сјеверног пола и то је било њихово прво уживо извјештавање са мјеста догађаја. Исте ове године РТ уживо извјештава за Нову Годину са Тајм Сквера у Њујорку за хиљаде гледалаца широм свијета, што је тада било најбоља реклама за РТ.
РТ је 2007. године постала доступна милионима гледалаца у Њу Џерзију и Њујорку преко два најбоља кабловска провајдера у САД, Time Warner Cable и Comcast, а почела је и да емитује у Италији, Белгији и Холандији ширећи тиме свој домет у Европи.
У 2008. години РТ починње емитовање на британском Freesat-u, достигавши тако милионе гледалаца у Великој Британији. До краја 2008. је доступна у великом броју држава на пет континената. Шпански канал, RT en Español, 2009. године почиње емитовање из Москве. Данас има бирое у Мадриду, Мајамију, Лос Анђелесу, Хавани и Буенос Аиресу. Исте године РТ лансира FreeVideo, прву руску видео агенцију на енглеском језику, која даје корисницима бесплатан онлајн приступ за емитовање квалитетног РТ снимка. РТ лансира и InoTV, информативни портал који прати дневне вести из Русије које покрива РТ ТВ, као и више од 100 међународних ТВ канала и преводи их на руски, омогућавајући Русима да виде како се њихова представља у иностранству. Раша Тудеј 2009. године почиње и са емитовањем у Канади преко Bell Canada достижући више од 5 милиона претплатника широм те земље. РТ шири емитовање по Азији, захвата Индију и Хонгконг.
РТ 2010. године почиње емитовање из свог студија у Вашингтону и РТ лансира нови веб-сајт, rt.com, замењујући russiatoday.com, њихов званични портал од 2005. RTDoc, РТ-ов је документарни канал, који 2011. почиње своју 24/7 емитовање на енглеском језику. Раша Тудеј 2012. године добија свој други International Emmy номинацију за покривање Occupy Wall Street покрета, а РТ Фејсбук страница броји преко 500,000 пратилаца, више него било који руски медиј, а испред је и многих интернационалних конкурената као што су CNBC, Sky News, Bloomberg, Deutsche Welle и Reuters. РТ се 2013. сели у нови објекат. Смјештен на преко 28.000 m², посједује 6 студија, са најновијом технологијом и особљем од више од 2000 професионалаца. Ове године РТ на Јутуб постаје први ТВ канал у историји који је достигао милијарду гледалаца.
РТ је забрањен у Украјини 2014. године након руске анексије Крима, док су Летонија и Литванија увеле сличну забрану 2020. године. Немачка је забранила РТ ДЕ у фебруару 2022. Након инвазије Русије на Украјину 2022. године, Пољска, а потом и цела Европска унија објавили су да формално забрањују РТ, док су независни провајдери услуга у преко 10 земаља обуставили емитовање РТ-а. Facebook, Instagram, TikTok и YouTube су такође блокирали приступ садржају друштвених медија РТ-а у Европској унији, док је Microsoft уклонио РТ из своје продавнице апликација и дерангирао њихове резултате претраге на Bing-u. Apple је уклонио апликацију RT News свуда осим у Русији.
Дана 21. фебруара 2022. покренут је пројекат "Мапа помоћи становницима Донбаса". Уз подршку овог ресурса, становници Луганске и Доњецке Народне Републике који су евакуисани у Русију могу наћи смештај. Људи спремни да прихвате избеглице могу се регистровати на веб локацији и навести број слободних места, геолокацију и контакт податке.